# ジョン・スタフォード・スミス

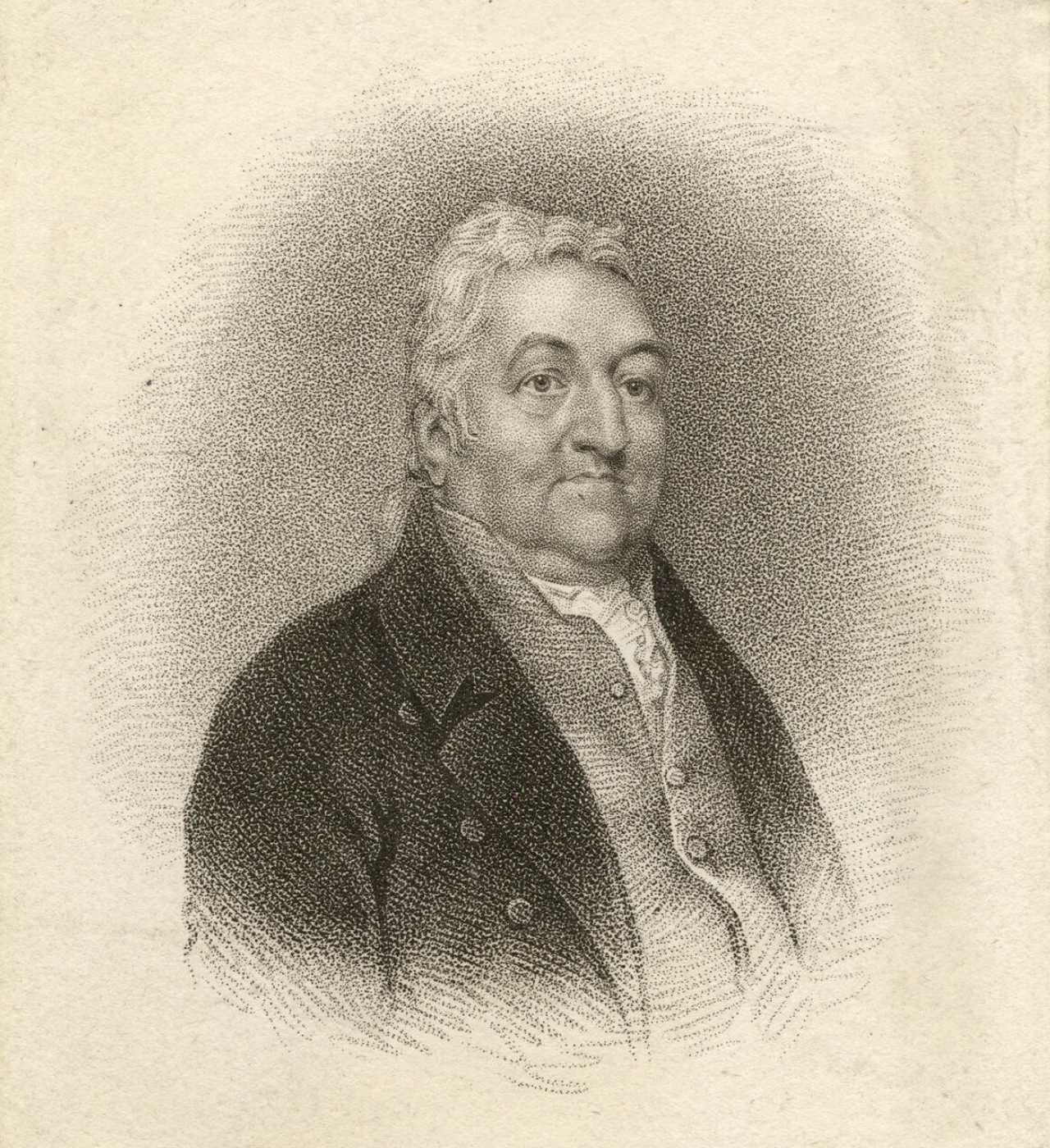
ジョン・スタフォード・スミス

ジョン・スタフォード・スミス（John Stafford Smith, 1750年 − 1836年）は、イギリス・グロスター出身の作曲家、教会オルガン奏者、初期音楽学者。最初期の本格的なヨハン・ゼバスティアン・バッハの手書き原稿のコレクターの一人。
彼は、1931年にアメリカ合衆国国歌「星条旗」になった、「天国のアナクレオンへ」（"To Anacreon in Heaven"）をティーンエイジャーの頃  に書いた。「天国のアナクレオンへ」はルクセンブルクでも国歌として使用された事がある。（注：「天国のアナクレオンヘ」は彼が男声合唱のために書いた第5歌集に収録されているが、これは作曲というより合唱用に編曲したもの。このA 5th Book of Canzonets, Catches, Canons & Gleesは1799年に出版されたが、これに先立つ1783年に出版されたThe Vocal Enchantressという曲集に、オリジナルが掲載されている。こちらは作曲者名が明らかになっていない。どちらもIMSLPのJohn Staford Smithのページでダウンロード可）
スペイン語版の「星条旗」は、1919年にアメリカ教育省の要請により作成された。翻訳はFrancis Haffkine Snowによる。